# Сан-Жозе-ду-Ріу-Прету (мезорегіон)
Сан-Жозе-ду-Ріу-Прету (порт. Mesorregião de São José do Rio Preto) — адміністративно-статистичний мезорегіон в Бразилії. Входить в штат Сан-Паулу. Населення становить 1552 тис. чоловік на 2006 рік. Займає площу 29 387,122 км². Густота населення — 52,8 чол./км².

## Склад мезорегіону
В мезорегіон входять наступні мікрорегіони:
1. Аурифлама
2. Катандува
3. Фернандополіс
4. Жаліс
5. Ньяндеара
6. Нову-Оризонті
7. Сан-Жозе-ду-Ріу-Прету
8. Вотупоранга

| Бразилія | Це незавершена стаття з географії Бразилії. Ви можете допомогти проєкту, виправивши або дописавши її. |